# Ител ап Дунгарт
Ител ап Дунгарт (корн. Judhael ap Dungarth; 672—715) — король Корнуолла (710—715).

## Биография
Ител был младшим сыном короля Думнонии Дунгарта ап Кулмина. Он правил только небольшим королевством Корнуолл, а не всей Думнонией, так как бо́льшая часть владений его предков была захвачена англосаксами.
В 715 году Ител ап Дунгарт был разбит королём Уэссекса Ине. Ителу наследовал его сын Дивнуал.